# El Moro, Colorado
El Moro är en så kallad census-designated place i Las Animas County i Colorado. Vid 2010 års folkräkning hade El Moro 221 invånare.